# Kánon (hudba)
Kánon je vokální skladba kontrapunktické formy, založená na principu přísné imitace (napodobení), tj. práce s tématem spočívá v jeho opakování dalšími hlasy, většinou přesného ve všech atributech (melodika, harmonizace, rytmus a tempo). Opakování se provádí s určitým zpožděním (např. čtyři nebo osm taktů). Příkladem kánonu jsou Červená se, line záře nebo Bejvávalo. Imitační technika podobná kánonu je užívána též ve fuze. Nejznámější instrumentální skladbou tohoto typu je Kánon a Gigue D dur Johanna Pachelbela.

## Skladatelská technika
Základní téma uvádí hlas, který se nazývá dux. Hlasy napodobující dux jsou comes. Původní význam slova kánon je pravidlo či návod na toto napodobení.
Základní formou kánonu je přísný kánon. V notách je uveden pouze dux. Každý další hlas (comes) opakuje dux přesně notu po notě. Nastupují ve stejném časovém intervalu a to buď od stejného tónu jako dux, nebo v daném intervalovém odstupu (např. v tercii, kvintě apod.) V závěru mohou všechny hlasy skončit současně nebo každý samostatně po dokončení svého úseku melodie.
V tzv. nekonečném kánonu (canon perpetuus) nastupuje každý hlas po dokončení melodie znovu od začátku. Takovýto kánon by mohl pokračovat věčně. Většina společenských kánonů je tohoto typu.
Kruhový (resp. spirálový) kánon je charakteristický tím, že dux končí o tón výše než začal a následující opakování je také o tón výše zahájeno a s ním i všechny další hlasy. Příkladem je Hudební obětina Johanna Sebastiana Bacha.
Vedle hlasů vytvářejících přísný kánon mohou být ve skladbě i další hlasy, které nejsou (kromě rytmu a tóniny) s duxem nijak svázány. Nejčastěji je tímto volným hlasem bas, ale skladby může být komplikována dalšími volnými hlasy. Takovému kánonu se říká smíšený kánon.
Kánon mívá obvykle 2 až tři hlasy. Existují však i osmihlasé kánony. Vícehlasý kánon je zpravidla sestaven z jednotlivých kánonů navrstvených na sebe. Vzniká tak dvojitý, trojitý, resp čtyřnásobný kánon.
Délka časového odstupu nástupu jednotlivých hlasů je důležitá pro harmonické souznění celku. Čím je tento odstup kratší, tím větší komplikace skladateli přináší.
Pokud další hlasy nastupují v jiném intervalu než prima, je zpravidla nutné narušit pravidlo přísného kánonu a změnit některé půtóny, aby nedošlo k vybočení hlasu do jiné tóniny.
V základním typu kánonu sleduje comes přesně melodickou linku duxu. V račím kánonu začíná comes na konci duxu a melodickou linku sleduje odzadu dopředu. Zrcadlový kánon je charakteristický tím, že všechny intervaly v comes mají obačný směr než v duxu, tvoří zrcadlový obraz podle osy rovnoběžné s notovou osnovou. Poslední možností je pak zrcadlově obrácený račí tvar a tedy zrcadlově račí kánon.
Další možností je, změna rytmu mezi duxem a comesem. Zpravidla jde o sudý poměr, že comes je dvakrát, či čtyřikrát rychlejší nebo pomalejší.

## Historie
Nejstarší dochovaný kánon je tzv. Letní kánon, pocházející ze 13. století z Anglie. Vznikl patrně v opatství v Readingu. Ve 14. století byla ve Francii rozšířena forma tříhlasého kánonu zvaná chasse (francouzsky chase – hon). Text zpravidla líčí jarní přírodu a scény z lovu. Kánonický nástup hlasů má představovat stíhání zvěře. Podobný obsah mají i italské kánony zvané caccia. Největšího rozkvětu zažil kánon v 15. a 16. století u franko-vlámských skladatelů. Byl považován za jeden z vrcholů kompozičního umění. Dokonale propracovanými kánony se vyznačují také pozdní díla J. S. Bacha. V období klasicismu a romantismu se kánon v koncertní hudbě používal jen zřídka, zato vznikla řada společenských kánonů, které komponoval např. i Wolfgang Amadeus Mozart. Jistého znovuzrození se kánon dočkal ve 20. století, zejména v hudbě komponované dvanáctitónovou technikou.

## Jiné možnosti
Podobný efekt jako kánon vzniká při současném zpěvu dvou různých melodií. Všechny melodie ale musí mít stejný takt a stejnou harmonickou posloupnost.
Například lze současně zpívat tyto české melodie
- Jede jede poštovský panáček
- Já do lesa nepojedu
- Pásla ovečky
- Neviděli jste tu mé panenky
- Kudy kudy kudy cestička
- Oheň (Červená se line záře...)